# Ricimer
Ricimer (født ca. 405, død 18. august 472), var en germansk general der styrede det Vestromerske rige fra 456 til sin død. Som barbar kunne Ricimer aldrig opnå kejsertitlen. I stedet styrede gennem marionet-kejserne: Majorian, Libius Severus og Arthemius, der efterfulgte hinanden på posten som Ricimers marionet.
Alle tre blev i øvrigt efter al sandsynlighed dræbt af Ricimer, fordi de på forskellig vis ikke levede op til hans forventninger.